# 阿東町
阿東町（日语：／ Atō chō */?）是過去位於山口縣東北部的行政區劃，轄區位於阿武川上游的山區，為山口縣內少有降雪量較大的地區，因而有「山口縣的北海道」的別稱，並有十種峰滑雪場和船平山滑雪場。已於2010年1月16日併入山口市。

## 歷史

### 年表
過去在令制國時代屬於長門國阿武郡，1889年實施町村制時，分屬篠生村、生雲村、地福村、德佐村、嘉年村五個行政區劃；1955年合併為阿東町。
2010年被併入山口市。

### 變遷表
| 1889年4月1日 | 1889年 - 1926年 | 1926年 - 1954年 | 1955年 - 1989年     | 1989年 - 現在            | 現在                     |
| ------------ | --------------- | --------------- | ------------------- | ------------------------ | ------------------------ |
| 德佐村       | 德佐村          | 德佐村          | 1955年4月1日 阿東町 | 2010年1月16日 併入山口市 | 2010年1月16日 併入山口市 |
| 篠生村       |                 |                 | 1955年4月1日 阿東町 | 2010年1月16日 併入山口市 | 2010年1月16日 併入山口市 |
| 生雲村       |                 |                 | 1955年4月1日 阿東町 | 2010年1月16日 併入山口市 | 2010年1月16日 併入山口市 |
| 地福村       |                 |                 | 1955年4月1日 阿東町 | 2010年1月16日 併入山口市 | 2010年1月16日 併入山口市 |
| 嘉年村       |                 |                 | 1955年4月1日 阿東町 | 2010年1月16日 併入山口市 | 2010年1月16日 併入山口市 |

## 交通

### 鐵路
- 西日本旅客鐵道
  - 山口線 : 船平山車站 - 德佐車站 - 鍋倉車站 - 地福車站 - 名草車站 - 三谷車站 - 渡川車站 - 長門峽車站 - 篠目車站

## 觀光景點
- 長門峽
- 龜山之寶篋印塔（傳說為靜御前之墓）

## 教育

### 高等學校
- 山口縣立山口高等學校德佐分校

## 外部連結
- （日語） 山口市阿東綜合觀光情報站 （页面存档备份，存于）